# Neoplatylecanium adersi
Neoplatylecanium adersi är en insektsart som först beskrevs av Robert Newstead 1917.  Neoplatylecanium adersi ingår i släktet Neoplatylecanium och familjen skålsköldlöss. Inga underarter finns listade i Catalogue of Life.